# Coldham Hall
Coldham Hall est un bâtiment classé Grade I, construit en 1574, situé dans la paroisse de Bradfield Combust avec Stanningfield dans le Suffolk. Le manoir est très proche du village de Lawshall, et une partie du domaine de Coldham est située dans cette paroisse.

## Description
Coldham Hall est une grande maison de campagne Tudor qui est construite en 1574 pour Sir Robert Rookwood (ou Rokewood) de Stanningfield. Une caractéristique notable de ce bâtiment à deux étages est le grand hall, avec une longue galerie dans le comble d'environ 32 mètres de long, allant d'est en ouest. Les modifications internes entreprises vers 1770 comprennent une chapelle catholique romaine avec de délicats plâtres, menant de la longue galerie.
Les modifications du milieu du XIXe siècle, notamment les loggias des côtés est et sud, sont maintenant supprimées, mais diverses modifications des fenêtres à l'arrière et une aile de service à l'extrémité nord subsistent. La maison est restaurée vers 1980.

## Histoire

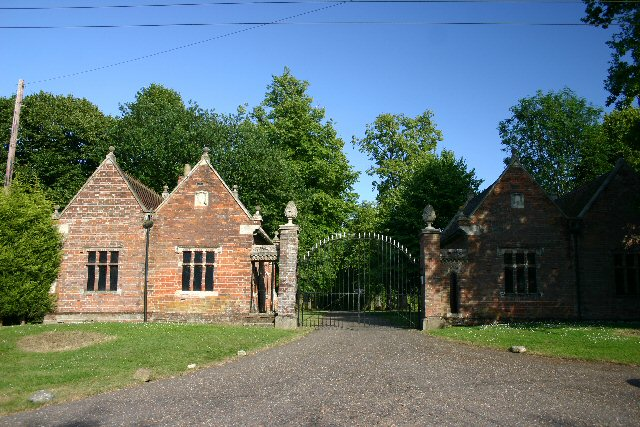
Loges d'entrée à Coldham Hall

Après sa construction par Robert Rookwood en 1574, Coldham Hall reste la propriété de la famille Rookwood pendant près de trois siècles, jusqu'en 1869.
La maison a un certain nombre de résidents célèbres, dont Ambrose Rookwood qui est impliqué dans la Conspiration des Poudres et est exécuté en 1605. La famille Rookwood reste dans la foi catholique romaine, comme le montrent les deux chapelles et plusieurs trous de prêtres à Coldham. Une caractéristique remarquable de l'histoire de Stanningfield et Lawshall est la continuité du catholicisme romain du Moyen Âge à nos jours, dans une région à prédominance protestante.
Alors que la propriété reste dans la famille Rookwood jusqu'en 1869, le domaine passe par la lignée féminine aux Gages de Hengrave et est loué à un locataire, Robert Taylor dans les années 1840. En 1869, le domaine est vendu à Richard Holt-Lomax, dont la famille le détient jusqu'en 1893.
L'acheteur en 1893 est le lieutenant-colonel Henry Trafford-Rawson qui développe Coldham en tant que domaine de tir, agrandissant d'anciens massifs boisés et plantant de nouveaux blocs, certains très proches du Hall. Après la mort du fils du colonel, le capitaine John Henry Edmund Trafford-Rawson (du West Yorkshire Regiment comme son père), sur la Somme pendant la Grande Guerre, le domaine de Coldham est acheté en 1918 par le colonel Everard Hambro, qui y vit jusqu'à sa mort en 1952.
En 1952, le domaine est acheté par Richard Duce qui garde la propriété pendant 27 ans avant de la vendre à David Hart, un conseiller de Margaret Thatcher, en 1979.

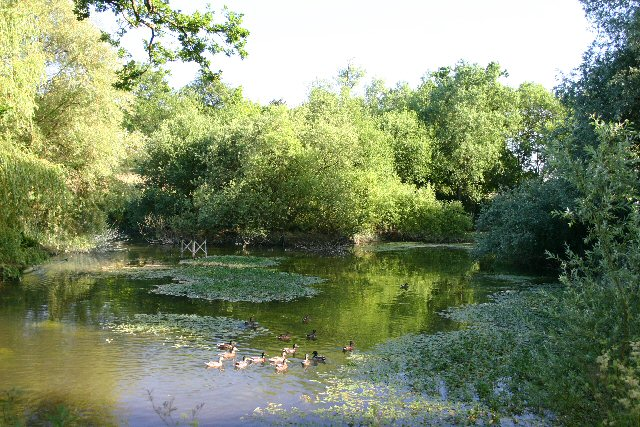
Mare aux canards à Coldham Hall

Depuis lors, le domaine appartient à Jens Pilo ; et plus récemment Matthew Vaughn et sa femme top model Claudia Schiffer, les propriétaires actuels,. Un incendie sur la propriété en 2014 détruit plusieurs bâtiments sur le terrain, mais n'a pas atteint la maison elle-même.